# 올림픽 바이애슬론
올림픽 바이애슬론은 올림픽에서 바이애슬론으로 경기를 겨루는 올림픽 경기 종목이다. 바이애슬론은 1960년 캘리포니아주 스쿼밸리 동계 올림픽에서 남자 20km 개인 종목으로 데뷔했다. 1968년 그르노블 동계 올림픽에서는 남자 4×7.5km 계주가 첫 선을 보였으며, 이어 1980년 뉴욕 레이크 플래시드 동계 올림픽에서는 10km 스프린트 종목이 첫 선을 보였다. 1992년 알베르빌 동계 올림픽을 시작으로 여자 바이애슬론은 개인 15km, 3×7.5km 계주(1994~2002년에는 4×7.5km, 2006년에는 4×6km), 7.5km 스프린트로 데뷔했다. 2002년 솔트레이크시티 동계 올림픽에서는 추격 경기(남자 12.5km, 여자 10km)가 포함되었다. 스프린트 경주(남자 10km, 여자 7.5km)에서 상위 60위 안에 드는 선수가 추격 종목에 참가할 자격이 있다. 스프린트 우승자가 레이스를 시작하고, 이어서 각 연속 바이애슬론 선수가 해당 이벤트에서 스프린트 우승자를 뒤쫓는 동일한 시간 간격으로 이어진다. 2006년 토리노 동계 올림픽에서는 이전 4개 종목의 상위 30명의 바이애슬론 선수들이 대회를 위해 함께 출발할 수 있는 매스 스타트(남자 15km, 여자 12.5km)가 도입되었다.

## 메달 집계
| 순위 | 국가       | 금메달 | 은메달 | 동메달 | 합계 |
| ---- | ---------- | ------ | ------ | ------ | ---- |
| 1    | 독일       | 16     | 18     | 9      | 43   |
| 2    | 노르웨이   | 12     | 11     | 6      | 29   |
| 3    | 소련       | 9      | 5      | 5      | 19   |
| 4    | 러시아     | 9      | 4      | 7      | 18   |
| 5    | 프랑스     | 4      | 4      | 9      | 17   |
| 6    | 동독       | 3      | 4      | 4      | 11   |
| 7    | 스웨덴     | 3      | 1      | 6      | 10   |
| 8    | 연합       | 2      | 2      | 2      | 6    |
| 9    | 캐나다     | 2      | 0      | 1      | 3    |
| 10   | 서독       | 1      | 2      | 2      | 5    |
| 11   | 슬로바키아 | 1      | 1      | 1      | 3    |
| 12   | 불가리아   | 1      | 0      | 1      | 2    |
| 13   | 스위스     | 1      | 0      | 0      | 1    |
| 14   | 핀란드     | 0      | 5      | 2      | 7    |
| 15   | 벨라루스   | 0      | 2      | 2      | 4    |
| 16   | 오스트리아 | 0      | 2      | 1      | 3    |
| 17   | 우크라이나 | 0      | 1      | 2      | 3    |
| 17   | 이탈리아   | 0      | 1      | 2      | 3    |
| 19   | 카자흐스탄 | 0      | 1      | 0      | 1    |
| 19   | 폴란드     | 0      | 1      | 0      | 1    |
| 21   | 크로아티아 | 0      | 0      | 1      | 1    |
| 합계 | 합계       | 64     | 65     | 63     | 192  |

## 세부 종목
| 종목                  | 60 | 64 | 68 | 72 | 76 | 80 | 84 | 88 | 92 | 94 | 98 | 02 | 06 | 10 | 14 | 계 |
| --------------------- | -- | -- | -- | -- | -- | -- | -- | -- | -- | -- | -- | -- | -- | -- | -- | -- |
| 남자 10km 스프린트    |    |    |    |    |    | •  | •  | •  | •  | •  | •  | •  | •  | •  | •  | 10 |
| 남자 12.5km 추적      |    |    |    |    |    |    |    |    |    |    |    | •  | •  | •  | •  | 4  |
| 남자 15km 집단 출발   |    |    |    |    |    |    |    |    |    |    |    |    | •  | •  | •  | 3  |
| 남자 20km 개인전      | •  | •  | •  | •  | •  | •  | •  | •  | •  | •  | •  | •  | •  | •  | •  | 15 |
| 남자 30km 계주        |    |    | •  | •  | •  | •  | •  | •  | •  | •  | •  | •  | •  | •  | •  | 13 |
| 여자 7.5km 스프린트   |    |    |    |    |    |    |    |    | •  | •  | •  | •  | •  | •  | •  | 7  |
| 여자 10km 추적        |    |    |    |    |    |    |    |    |    |    |    | •  | •  | •  | •  | 4  |
| 여자 12.5km 집단 출발 |    |    |    |    |    |    |    |    |    |    |    |    | •  | •  | •  | 3  |
| 여자 15km 개인전      |    |    |    |    |    |    |    |    | •  | •  | •  | •  | •  | •  | •  | 7  |
| 여자 24km 계주        |    |    |    |    |    |    |    |    | •  | •  | •  | •  | •  | •  | •  | 7  |
| 혼합 27km 계주        |    |    |    |    |    |    |    |    |    |    |    |    |    |    | •  | 1  |
| 합계                  | 1  | 1  | 2  | 2  | 2  | 3  | 3  | 3  | 6  | 6  | 6  | 8  | 10 | 10 | 11 |    |

## 참고 자료
- “바이애슬론”. SR/Olympic Games. 2008년 12월 10일에 원본 문서에서 보존된 문서. 2011년 12월 15일에 확인함.
- “바이애슬론”. 국제 올림픽 위원회.